# ジョゼフ・ロスチャイルド
ジョゼフ・ロスチャイルド（Joseph Rothschild, 1931年 - 2000年1月30日）は、アメリカ合衆国の政治学者。専門は、比較政治学、東ヨーロッパ政治史。
ドイツ生まれ。コロンビア大学およびオックスフォード大学で学んだあと、コロンビア大学の政治学教授を務める。

## 著書
- The Communist Party of Bulgaria: Origins and Development, 1883-1936, (Columbia University Press, 1959).
- Communist Eastern Europe, (Walker, 1964).
- Pilsudski's Coup D'etat, (Columbia University Press, 1966).
- East Central Europe between the Two World Wars, (University of Washington Press, 1974).

大津留厚監訳『大戦間期の東欧――民族国家の幻影』（刀水書房, 1994年）
- Ethnopolitics: A Conceptual Framework, (Columbia University Press, 1981).

内山秀夫訳『エスノポリティクス――民族の新時代』（三省堂, 1989年）
- Return to Diversity: A Political History of East Central Europe since World War II, (Oxford University Press, 1989).

羽場久み子・水谷驍訳『現代東欧史――多様性への回帰』（共同通信社, 1999年）